# Angelus Geraldini
Angelus Geraldini, auch Angelo Geraldini (* 28. März 1422 in Amelia; † 3. August 1486 in Civita Castellana) war ein italienischer römisch-katholischer Geistlicher. Er war Diplomat im Dienste der Päpste und der Krone von Aragonien, Bischof von Sessa Aurunca und zeitweise daneben Bischof von Cammin.

## Leben
Geraldini war ein Sohn des Matteo Geraldini, eines Juristen und Verwaltungsmannes. Er studierte an der Universität Perugia die Artes liberales und an der Universität Siena bei Francesco Filelfo Poesie und Rhetorik. Ab 1436 wandte er sich den Rechtswissenschaften zu, in denen er 1445 seine Studien als doctor decretorum abschloss. Danach ging er an die Römische Kurie. Er trat in den Dienst des Kardinals Domenico Capranica, von dem er schon seit 1443 umfassend gefördert worden war. 1449 wurde Geraldini Auditor der apostolischen Pönitentiarie und bereits im folgenden Jahr zum Abbreviator de parco maiori ernannt. 
Unter Papst Calixt III. war er als päpstlicher Kriegskommissar gegen den Condottiere Jacopo (Giacomo) Piccinino im Einsatz und knüpfte in dieser Zeit enge Verbindungen an den Hof der Sforza in Mailand. Für seine Dienste wurde er schließlich zum päpstlichen Sekretär ernannt. Papst Pius II. erhob ihn 1458 zum apostolischen Protonotar. Im selben Jahr erhielt er das Amt des Rektors des Comtats Venaissin im Süden Frankreichs, wo er auch als Diplomat diente. Dabei ließ er dem Herzog von Mailand regelmäßig politische Informationen zukommen, unter anderem über eine drohende französische Invasion in Italien. 1461 kehrte Geraldini nach Rom zurück und erledigte kleinere diplomatische Aufgaben. Er trat in den Dienst des Königs Ferrante von Neapel und vertrat dessen Interessen am päpstlichen Hof. 1462 übernahm er eine Gesandtschaft nach Florenz. Daneben erhielt er im selben Jahr das Amt des Bischofs von Sessa Aurunca, das er bis zu seinem Tode innehatte. Von 1462 bis 1464 war er päpstlicher Kriegskommissar und Gubernator der Provinz Romandiola, wo er sich große Verdienste im Kampf gegen die Herrschaft der Malatesta erwarb. Er scheiterte jedoch beim Versuch, mit Unterstützung Mailands Erzbischof von Genua zu werden.
Er verließ die Kurie während des Pontifikats des ihm missgünstigen Papstes Paul II. und war von 1468 bis 1471 als Diplomat im Dienste der Krone von Aragon in Italien und Spanien tätig, kehrte aber unter Papst Sixtus IV. wieder an die Kurie zurück. Spätestens 1473 wurde er zum päpstlichen Referendar ernannt. Ab 1476 war er mit administrativen und diplomatischen Aufgaben in Frankreich betraut, zunächst bis 1478 als Gubernator von Avignon, dann von 1480 bis 1482 als Generalvikar und Diplomat am Hofe König Ludwigs XI.
1482 wurde er von Papst Sixtus IV. ins Reich gesandt, um gegen Andreas Jamometić vorzugehen, der versuchte, ein neues Konzil von Basel durchzuführen. Es gelang ihm jedoch nicht, die Auslieferung des in Basel inhaftierten Kirchenrebellen an die Kurie zu erreichen. Wohl in diesem Zusammenhang wurde er vom Papst zum Bischof von Cammin ernannt, als Nachfolger des umstrittenen, ebenfalls aus Italien stammenden Marinus de Fregeno. Jedoch hat er sein an der Ostsee gelegenes neues Bistum nie besucht. Unter Papst Innozenz VIII. musste er sich dann für eines der beiden Bistümer entscheiden, behielt sein italienisches Bistum Sessa Aurunca und verzichtete 1485 gegen eine Entschädigung auf Cammin. Zu seinem Nachfolger in Cammin ernannte der Papst Benedikt von Waldstein. 
1484 verhandelte Geraldini als Gesandter der Kurie in Spanien im Streit um die Besetzung des Erzbistums Sevilla. In den Jahren 1485 und 1486 war er Statthalter in Perugia.
Er starb 1486 als Generalkommissar der päpstlichen Truppen im Krieg gegen Neapel in Civita Castellana im Kirchenstaat. Sein Epitaph in der Grabkapelle seiner Familie in Amelia ist bis heute erhalten.
Angelo Geraldini war während seines sozialen Aufstiegs bemüht, die erreichte soziale Stellung für die ganze Familie Geraldini zu sichern und auszubauen. In den 1450er Jahren erwarb er planvoll Grundbesitz in und um Amelia. 1473 stiftete er ein Stipendiums für seine Angehörigen. Die „Oliva de Geraldini“, die er 1477 stiftete, sollte für seine Verwandten und deren Nachkommen Hilfe in Notlagen bieten sowie deren Ausbildung sichern. Daneben sollte damit sein Totengedächtnis gewahrt werden. Er holte 1469 seinen Neffen Antonio Geraldini (* 1448/1449; † 1489) an den Hof von Aragon und ermöglichte ihm damit seine Karriere als Diplomat in aragonesischen Diensten; daneben machte Antonio Geraldini sich als neulateinischer Dichter einen Namen. Später folgte auch dessen Bruder Alessandro Geraldini (* 1455; † 1524), der Prinzenerzieher und später Bischof von Santo Domingo in der neuen Welt wurde. 